# Harry Mohr
Harry Mohr (* 2. Januar 1951 in Rostock; † 2. November 2014 in Potsdam) war ein bildender Künstler, Maler, Grafiker, Plastiker und Mitglied des Potsdamer Kunstvereins. 

## Leben und Werk
Mohr war gelernter Schiffsbauer und begann während seiner Armeezeit mit ersten Arbeiten als Künstler. Seine Werke beziehen sich im Regelfall auf positive Emotionen, zeigen zum Teil jedoch auch Gesellschaftskritik auf. Im Jahr 1981 zog Mohr nach Potsdam, wo er auch verstarb. Einige seiner Werke wurden vom Staatlichen Museum Schwerin angekauft. Ein Bild Mohrs zierte für mehrere Jahre das Etikett einer exklusiven Mineralwassermarke.

## Ausstellungen

### Einzelausstellungen
- 1987:  G.-W.-Leibniz-Klub Klubgalerie Potsdam[3]
- 2008: Bilder des Seins. Potsdamer Kunstverein[4]
- 2015: Die innere Kraft der Freude Kunstraum Potsdam / Potsdamer Kunstverein[5]

### Beteiligung an Gruppenausstellungen
- 1990: Staatliches Museum Schwerin.[1]
- 1990: Galerie Ingrid Kleinebrahm Gerlingen[6]
- 1991: Archaisches Raunen. Galerie Junge Kunst. Frankfurt (Oder).[7]
- 1993: Kunst aus Li Po Na Pa. Museum Abtei Liesborn[8]
- 2003: Sperl-Galerie Potsdam[9]
- 2014: Expressiv – konstruktiv – phantastisch. Haus der Brandenburgisch-Preußischen Geschichte Potsdam[10]

## Veröffentlichungen
- mehrere Druckbeiträge in der DDR-Künstlerzeitschrift Bizarre Städte[11]